# 高野充彦
高野 充彦（たかの みつひこ）は、ゲームミュージック作曲家。
フリーランスを経て、現在はカプコン所属、サウンドマネージャー。

## 略歴
1991年にトーセに入社（同期は天岸真志）。主にカプコンの作品に楽曲を提供している。『新スーパーロボット大戦』に参加しているが、当時ウィンキーソフト所属だったかどうかは不明。

## 作品
- 新スーパーロボット大戦（三垣敦史と共同）
- MARVEL VS. CAPCOM 2 NEW AGE OF HEROES（柴田徹也と共同）
- ロックマンX2 ソウルイレイザー（梶野俊夫と共同）
- ジョジョの奇妙な冒険 黄金の旋風
- ガチャフォース
- バイオハザード アウトブレイク（松本晃彦と共同）
- ゼルダの伝説 ふしぎのぼうし
- ハイパーストリートファイターII
- ロックマンエグゼ5DS ツインリーダーズ
- 戦国BASARA2
- バイオハザード デッドリーサイレンス
- スーパーテトリス2＋ボンブリス

## 関連記事
- ゲーム音楽の作曲家一覧

| スタブアイコン | サブスタブ | この項目は、まだ閲覧者の調べものの参照としては役立たない、音楽関係者（バンド等）に関連した書きかけの項目です。この項目を加筆・訂正などしてくださる協力者を求めています（P:音楽/PJ:芸能人）。 |